# Nkasi (huyện)
Nkasi là một huyện thuộc vùng Rukwa, Tanzania. Thủ phủ của huyện Nkasi đóng tại Kirando. Huyện Nkasi có diện tích 9375 ki lô mét vuông. Đến thời điểm điều tra dân số ngày 25 tháng 8 năm 2002, huyện Nkasi có dân số 207311 người.